# Ulica księdza Jerzego Popiełuszki w Opolu
Ulica księdza Jerzego Popiełuszki – jedna z najważniejszych ulic na terenie opolskej dzielnicy Groszowice. Rozpoczyna się w miejscu połączenia ulic ks. Jerzego Popiełuszki oraz Oświęcimskiej. Do skrzyżowania z ulicą Wiktora Gorzołki jest jednokierunkowa. Następnie biegnie na północ, w kierunku centrum miasta. Na granicy dzielnic Groszowice i Nowa Wieś Królewska, na skrzyżowaniu z ulicą Podmiejską, przechodzi w ulicę Aleja Przyjaźni. Znajdują się przy niej stacja kolejowa Opole Groszowice oraz kościół św. Katarzyny Aleksandryjskiej. Stanowi fragment trasy wojewódzkiej .